# Mormopterus petersi
Mormopterus petersi (Leche, 1884) è un pipistrello della famiglia dei Molossidi endemico dell'Australia.

## Descrizione

### Dimensioni
Pipistrello di piccole dimensioni, con la lunghezza della testa e del corpo di 47 mm, la lunghezza dell'avambraccio tra 32 e 40 mm, la lunghezza della coda tra 25 e 26 mm e un peso fino a 14,8 g.

### Aspetto
La pelliccia è corta. Le parti dorsali sono marroni chiare o bruno-grigiastre, mentre le parti ventrali sono leggermente più chiare. Il muso è piatto, largo, con il labbro superiore ricoperto di pliche cutanee superficiali e che si estende leggermente oltre quello inferiore e le narici che si aprono lateralmente.  Le orecchie sono relativamente corte, ben separate tra loro e con l'estremità arrotondata. Il trago è triangolare, con l'estremità arrotondata e visibile dietro l'antitrago, il quale è basso e poco visibile. Le membrane alari sono rosate o grigiastre e attaccate posteriormente sulle caviglie. La coda è lunga, tozza e si estende per più della metà oltre l'uropatagio. Il pene è relativamente corto.

## Biologia

### Comportamento
Si rifugia nelle cavità degli alberi e talvolta negli edifici.

### Alimentazione
Si nutre di insetti.

## Distribuzione e habitat
Questa specie è diffusa nella parte centrale del continente australiano, nel Territorio del Nord, l'Australia meridionale settentrionale e nel Queensland sud-occidentale. Una popolazione disgiunta è presente nell'Australia occidentale meridionale.
Vive in ambienti aridi e semi-aridi.

## Conservazione
Questa specie, essendo stata scoperta solo recentemente, non è stata sottoposta ancora a nessun criterio di conservazione.